# Видеха
Видеха ― полулегендарное древнее ведийское царство, основанное легендарным Джанакой, персонажем из древнеиндийского эпоса «Рамаяна». Государство располагалось в пределах границ ныне существующего федерального штата Митхила, что находится на востоке исторического региона Мадхеш в Непале, и северной части индийского штата Бихар. Согласно священным текстам Рамаяны, столицей царства Видеха был город Митхила, который располагался на месте города Джанакпур в современном Непале.
В конце ведийского периода (ок. 1100―500 гг. до н. э.) Видеха стал одним из главных политических и культурных центров Южной Азии, вместе с Куру и Панчала. В поздней ведийской литературе, в частности, в таких произведениях, как Брахманы и Брихадараньяка-упанишада, Джанака упоминается как великий философ-правитель Видехи, известный своим покровительством ведийской культуре и философии, чей двор был интеллектуальным центром для таких риши (мудрецов), как Яджнявалкья. Индийский историк Райчаудхури предполагает, что царство существовало с XIV по VIII век до н. э., в то время как американский индолог Витцель предлагает другую датировку, а именно с XI по VIII век до н. э. Ведийская школа Айтарейниса, вероятно, переместилась в Видеху и в другие учёные центры в конце ведийского периода.
Регион и культура Видехи часто упоминается в индийской литературе, как утверждает Д. Самюэл. В различных текстах излагаются описания царской династии и традиции философов-царей, которые отрекаются от материальной жизни, в том числе и Нами (или Ними), Джанака и другие цари. Их биографии содержатся в древнейших сохранившихся индуистских, буддийских и джайнистских текстах. Принимая во внимание эти факты, можно предположить, что отречение царей было уважаемой традицией перед рождением Будды, и что эта традиция была широко принята в других регионах, кроме Видехи, например, в царствах Панкала, Калинга и Гандхара. Царь Видехи Ними (Нами) занимает 21-ю позицию в списке из 24 тиртханкар джайнизма (не путать с Неми, 22-м тиртханкарой).
К концу ведийского периода Видехское царство, вероятно, стал частью объединения Вадджи и впоследствии империи Магадха. Царство тоже упоминается в санскритском эпосе, в «Махабхарате» и «Рамаяне». В Рамаяне видехская принцесса Сита выходит замуж за Раму, тем самым укрепляя союз между царствами Кошалы и Видехи. Столица Видехи располагалась на территории нынешнего непальского района Дхануса, и отождествляется с современным городом Джанакпур, что находится на юге Непала.